# Armando Álvarez Álvarez
Armando Álvarez Álvarez fue un militar español que participó en la Guerra civil.

## Biografía
Militar de carrera, procedía del arma de infantería. Posteriormente pasó a prestar servicio en el Cuerpo de Seguridad y Asalto.
Al comienzo de la Guerra civil era uno de los oficiales de la Guardia de Asalto en Valencia, manteniéndose fiel a la República. Llegó a mandar durante algún tiempo el III Cuerpo de Ejército, en el Frente del centro. Según apunta el historiador Michael Alpert, en mayo de 1937 habría tomado parte en la represión de los disturbios que tuvieron lugar en Barcelona. Hacia el final de la contienda tenía la graduación de coronel y ostentaba el cargo de Inspector general de Asalto. Durante el golpe de Casado se alineó a favor de la facción «casadista», llegando a formar una agrupación especial de soldados y guardias de asalto especializados en la lucha callejera.
Tras el final de la guerra fue capturado por los franquistas y condenado a largas penas de cárcel, aunque sería liberado en 1943.